# 瀬戸内観光汽船
瀬戸内観光汽船（せとうちかんこうきせん）は、かつて岡山県備前市に本社を持っていた両備グループの海運会社。日生港（備前市）と小豆島大部港（香川県土庄町）を連絡するフェリーを運航していた。

## 概要
日生 - 大部航路は1960年代まで、大生汽船が季節運航していたが、1969年（昭和44年）8月、新たに瀬戸内観光汽船株式会社が設立され、航路と船舶を継承、運航を開始した。
当初は継承した木造客船による所要時間90分、一日3往復の運航であったが、1972年（昭和47年）11月19日に新造カーフェリー「ひなせ」が就航し、フェリー化された。
フェリー化後は所要時間60分、一日5往復の運航となり、本州と小豆島を結ぶ最短航路として半世紀に渡って運航を続けたが、2020年（令和2年）以降、世界的パンデミックの影響で輸送量が大きく落ち込み、2021年（令和3年）6月19日からは4往復に減便、2023年（令和5年）12月1日には需要の回復が見込めないとして、休航に至った。

## 航路
休航時の運行状況を示す。
- 日生港 - 小豆島・大部港
  - 航路距離21km、1日4往復、所要1時間。
  - 小豆島を介して、国際両備フェリーの池田 - 高松航路、土庄 - 岡山航路との乗継周遊プランが発売されていた。
  - 周辺航路の中では遅くまで一等船室を設定していたが、利用低迷のため2018年4月1日に廃止、一般船室として開放された。
  - 2018年10月1日から運賃の支払いにICOCA電子マネー（交通系ICカード全国相互利用サービス（PiTaPaを除く）の電子マネー機能）・楽天Edy・nanaco・WAON・iD・QUICPay・クレジットカード・デビットカードが使用できた[5]。

## 船舶
- みしま丸[6]

1964年7月進水、木造、もと大生汽船、フェリー化後大生汽船に返却
34.93総トン、登録長17.9m、型幅4.2m、型深さ1.5m、ディーゼル1基、機関出力60ps、航海速力9.1ノット、旅客定員80名
- ひなせ

1972年就航、岡山造船建造、499.58総トン、全長54.9m、幅12m、深さ3.6m、ディーゼル2基、機関出力2,000PS、航海速力14.4ノット、旅客定員445名
- おおべ

1967年讃岐造船鉄工所建造、1978年就航(買船)、403.87総トン、全長44m、幅10.4m、深さ3.52m、ディーゼル2基、機関出力1,600PS、航海速力12.5ノット、旅客定員315名、元は四国フェリー「第二十三玉高丸」、1988年豊島総合観光開発に売船、「豊松丸」に改名
- ひなせ丸

1984年就航、藤原造船所建造、680総トン、全長62.16m、幅14.2m、深さ3.52m、ディーゼル2基、機関出力2,200PS、航海速力13.5ノット、旅客定員490名、2001年両備運輸に売船
- 第三ひなせ丸

1990年就航、西大寺造船所建造、936総トン、全長64.7m、幅13.8m、深さ3.75m、ディーゼル2基、機関出力2,800PS、航海速力12.5ノット、旅客定員500名、2021年フィリピンのサンタクララシッピングに売船されM/V DAWN ANTONIOとして運航されている。
- フェリーひなせ

2000年10月就航、藤原造船所建造、鉄道・運輸機構共有、バリアフリー対応。
998総トン、全長65.7m、幅15.0m、深さ3.75m、ディーゼル×2基、機関出力3,200PS、航海速力13.5ノット、旅客定員500名、積載台数バス12台または乗用車65台、2024年バヌアツ共和国に売船されVanuatu Ferry3として運航される予定

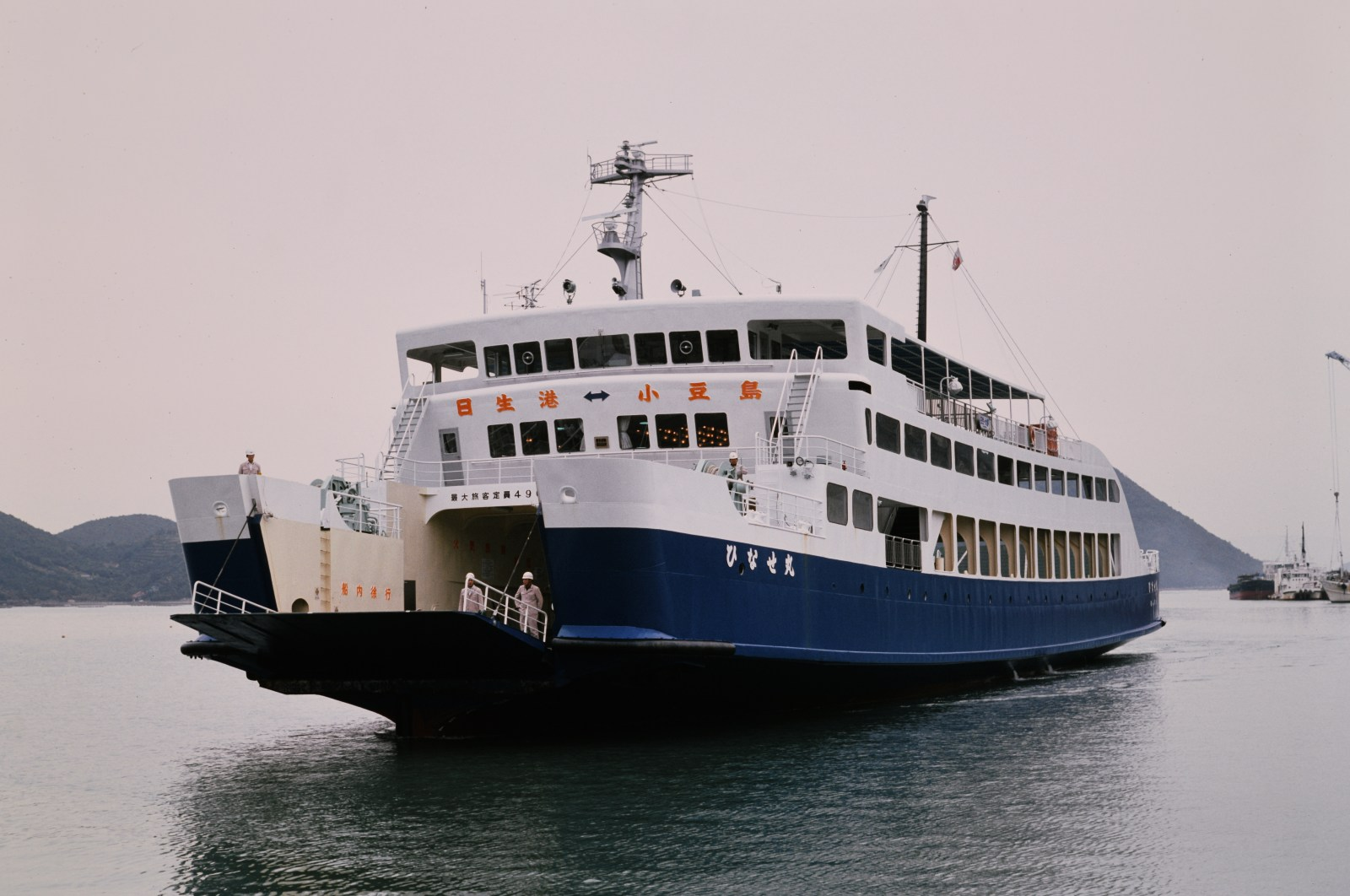
ひなせ丸 （1986年）
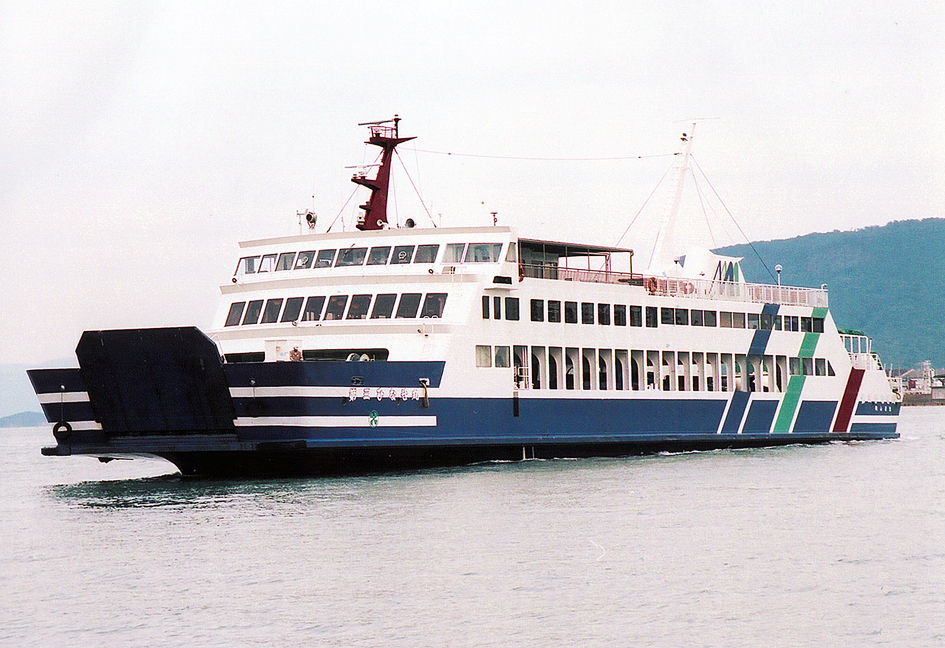
第三ひなせ丸 （画像は四国汽船高松－直島航路に代船として就航した時のもの）
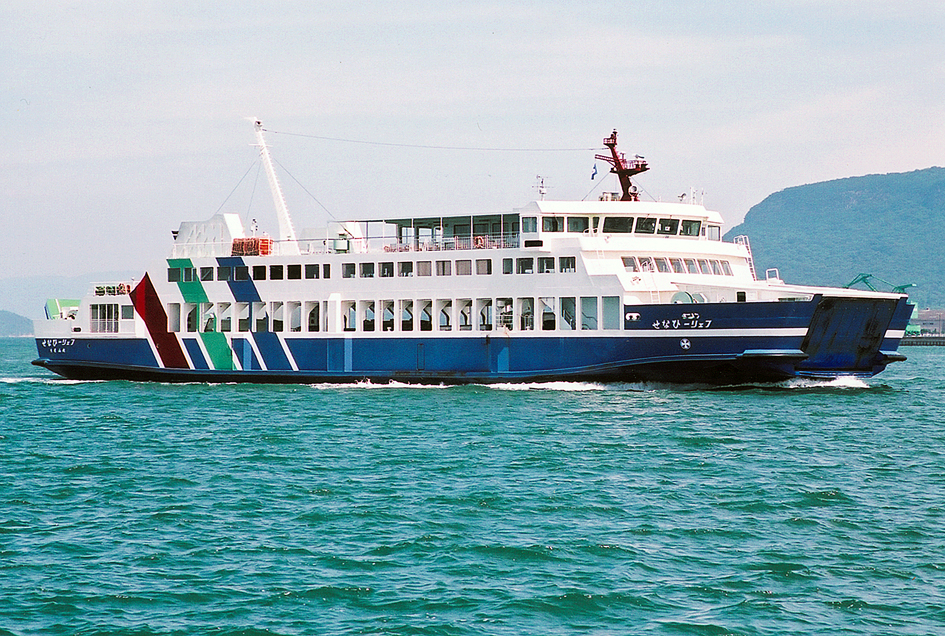
フェリーひなせ （画像は四国汽船高松－直島航路に代船として就航した時のもの）

## アクセス
- 日生港：JR赤穂線・日生駅下車すぐ、山陽自動車道赤穂インターチェンジまたは備前インターチェンジから国道250号を約20分。
- 大部港：小豆島オリーブバス北回り福田線・大部停留所下車徒歩。フリー乗降区間内であるため運転手にフェリーに乗り継ぐ旨を申告すると乗り場近くの「標準乗降地点」で降車することも可能。乗車の場合も案内看板近くで待てば乗車できる。土庄港から約30分（途中、オリーブタウン前で乗り換え）、福田港から約20分。寒霞渓へは港から車で20分。